# Hexapla

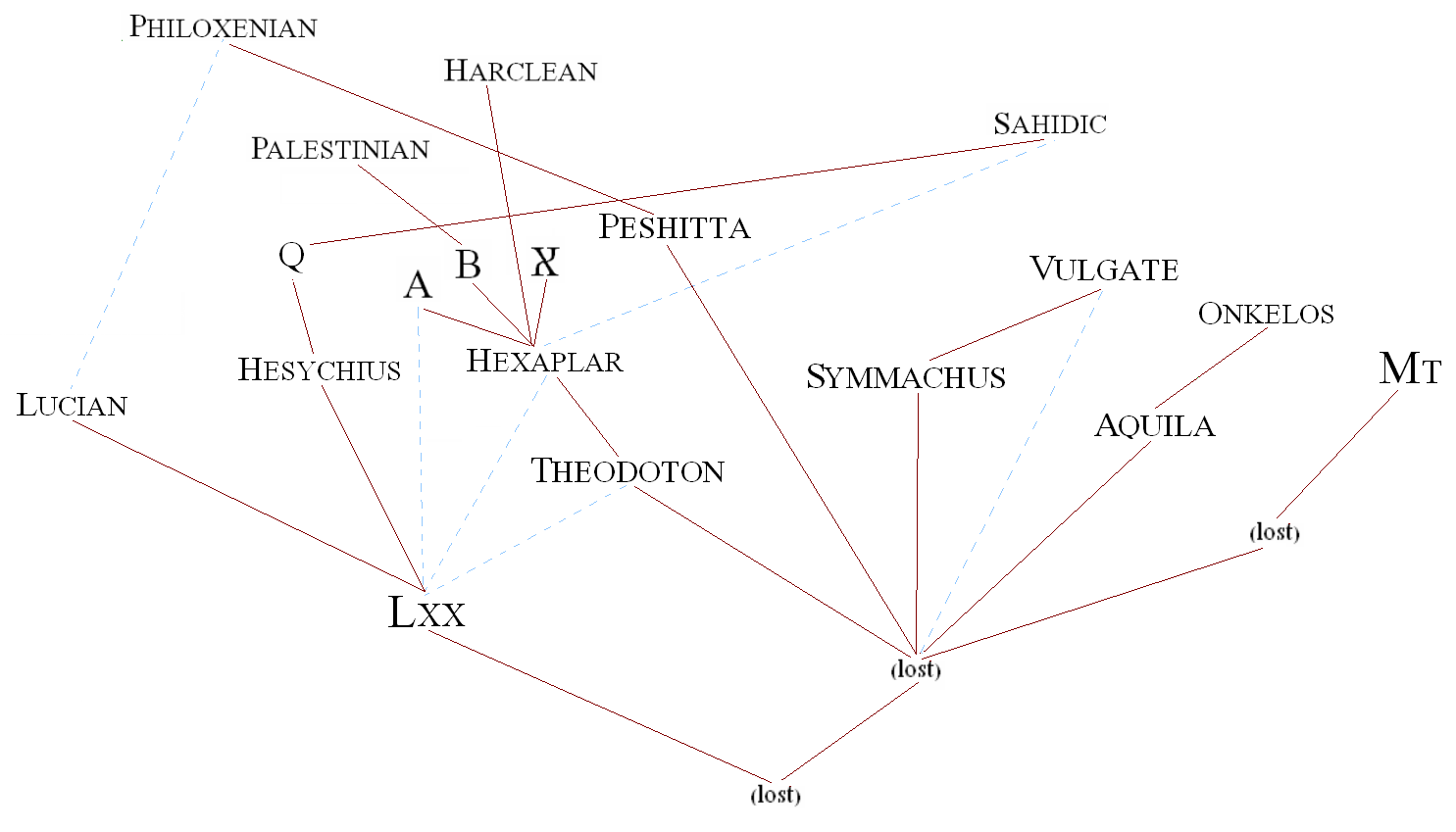
Zależność pomiędzy starożytnymi przekładami i recenzjami Starego Testamentu

Hexapla, Heksapla (gr. Ἑξαπλᾶ – „sześciokształtna”) – datowana na lata czterdzieste III wieku, zachowana we fragmentach, poliglota opracowana przez Orygenesa. Zawierała sześć umieszczonych obok siebie kolumn w następującej kolejności:
1. oryginał hebrajski
2. transkrypcja tekstu hebrajskiego na język grecki
3. przekład grecki Akwili
4. przekład grecki Symmachusa
5. Septuaginta
6. przekład grecki Teodocjona[1]

Według Euzebiusza z Cezarei Hexapla zawierała jeszcze trzy dodatkowe przekłady greckie Psalmów (Quintę, Sextę i Septimę), które jednak się nie zachowały (w sumie 9 kolumn, tzw. Enneapla). Hexapla była dziełem ogromnej objętości: liczyła ok. 6000 foliałów w 50 tomach i była przechowywana w Bibliotece cezarejskiej. Oryginał zaginął prawdopodobnie w VII wieku wraz ze zniszczeniem biblioteki w 638 roku. Na szczęście zachowało się wiele kopii heksaplarnego tekstu Septuaginty (zachowane manuskrypty zawierają jednak wiele różnic) oraz syryjskie tłumaczenie (Syro-heksapla).
W dziejach chrześcijańskiej egzegezy biblijnej Hexapla uznawana jest za pierwsze dzieło krytyki tekstualnej. Rozbieżności między różnymi wersjami tekstu ST musiały zacząć stwarzać istotne trudności, przede wszystkim w dyskusji z Żydami. Sam Orygenes w Komentarzu do Ewangelii Mateusza wyjaśnił w jakim celu stworzył Heksaplę: 

(...) Rozbieżności między rękopisami Starego Testamentu zdołaliśmy z pomocą Bożą zaradzić posługując się świadectwem pozostałych wydań. Te bowiem miejsca w Septuagincie, które z powodu rozbieżności rękopisów budziły wątpliwość, poddaliśmy ocenie na podstawie pozostałych wydań i zgodne z nimi zachowaliśmy, zaznaczając obelosem te, których brak w tekście hebrajskim (nie mieliśmy odwagi usunąć ich całkowicie), a inne dodaliśmy ze znakiem asterysku, aby było widoczne, że lekcje nie występujące w Septuagincie dodaliśmy z pozostałych, zgodnych z tekstem hebrajskim wydań.

Były to klasyczne znaki opracowane przez Arystarcha (uważanego za ojca krytyki tekstualnej) i będące już w starożytności w użyciu w Aleksandrii.
Dzięki dziełu Orygenesa zachowały się do dzisiaj warianty innych tłumaczeń ST na język grecki, które w swojej oryginalnej formie zaginęły (przekłady Akwili, Symmachusa i Teodocjona).
Orygenes opracował również oddzielne dzieło zwane Tetrapla, gdzie obok przekładu Septuaginty dołączył także przekład Symmachusa, Akwili i Teodocjona.